# عبدالرضا البلوشی
عبدالرضا البلوشی (انگلیسی: Abdul Ridha Al-Boloushi؛ زادهٔ ۲۷ سپتامبر ۱۹۷۲) بازیکن هندبال اهل کویت بود.